# Arquitetura de microprocessadores
Modelo intel Pentium. É responsável por processar dados transformando-os em informação e transmitir informações através da placa mãe para controle de periféricos. Uma parte do micro processador chamada unidade de interface com barramento BIU recebe dados com instruções codificadas da RAM do computador, o processador esta conectado a RAM através dos circuitos da placa mãe (conhecidos também como barramento). A unidade de interface envia dados por dos caminhos separados, um caminho conduz a unidade de armazenamento de 8K usado para dados e o outro conduz a um cache idêntico usado para apenas para o código que diz ao processador o que fazer com esses dados, os dados e códigos ficam nesses caches até que as outras partes do processador necessitem deles. Enquanto o código espera em seu cache outra parte da CPU chamada de unidade de previsão de desvio inspeciona as instruções para determinar qual das unidades lógico aritméticas conhecidas como ulas pode maneja-lo mais eficientemente esta inspeção garante que uma das ulas não fique esperando enquanto a outra termina de executar uma outra instrução. 
- ARM
- ia16
- ia32
- i386

A AMD produz Athlon, AthlonXP, Duron, AthlonMP, Sempron e Turion. Já a Intel produz a x86 e compatíveis, o que inclui: Pentium e Pentium-MMX, Pentium Pro, Pentium-II, Pentium-III, Celeron, Pentium 4, Xeon, Core Duo, e Centrino/Centrino Duo. Além disso, a VIA C3/C3-m e Eden/Eden-N.
- x86_64

AMD 64-bit e compatíveis, tais como Athlon64/FX/X2, Turion64, Opteron. Intel 64-bit, conhecidos como EM64T.
- ia64

Processadores HP Itanium
- ppc

Processadores PowerPC, tais como os usados em Apple Power Macintosh, G3, G4, e G5. Sistemas IBM pSeries.
- sparc

Processadores Centuro, tais como os utilizados nos servidores escolares.